# Mike McCabe
Mike McCabe (Waterford, 21 agosto 1964) è un ex calciatore irlandese, di ruolo attaccante.

## Carriera

### Giocatore

#### Club
McCabe giocò per il Vard Haugesund dal 1984 al 1987. L'anno seguente, infatti, si trasferì al Tromsø. Esordì nella 1. divisjon il 1º maggio 1988, quando fu titolare nel pareggio per 1-1 sul campo dello Djerv 1919. Il 23 maggio successivo segnò il primo gol nella massima divisione norvegese, nel pareggio per 2-2 contro il Vålerengen. Il 7 maggio 1989 segnò una tripletta ai danni del Brann, permettendo il successo della sua squadra in trasferta per 0-3.
Nel 1991, passò al Viking. Debuttò con questa casacca il 28 aprile 1991, quando fu schierato titolare nella vittoria per 5-2 sullo Strømsgodset, nel corso della quale segnò anche una rete. Rimase in squadra per due stagioni.

### Allenatore
Nel 2002, fu allenatore del Vidar.

## Palmarès

### Giocatore

#### Competizioni nazionali
- Campionato norvegese: 1

Viking: 1991